# Ann Firbank
Ann Firbank, född 9 januari 1933 i  Secunderabad i Andhra, Brittiska Indien, är en brittisk skådespelare. Firbank har bland annat medverkat i Kraschen (1967), Övertalning (1971), Den röda nejlikan (1982), En färd till Indien (1984) och Anna och kungen (1999).

## Filmografi i urval
- 1957 – The Adventures of Robin Hood (TV-serie)
- 1958 – Rivaler i vitt
- 1959 – Nu tar vi tempen
- 1964–1965 – Den stora fabriken (TV-serie)
- 1966 – Döda denna man
- 1967 – Kraschen
- 1971 – Övertalning (Miniserie)
- 1971 – Söndag, satans söndag
- 1978 – Lillie (TV-serie)
- 1982 – Den röda nejlikan (TV-film)
- 1984 – En färd till Indien
- 1989 – Bergerac (TV-serie)
- 1989 – Poirot (TV-serie)
- 1993 – Tillbaka till Aidensfield (TV-serie)
- 1999 – Anna och kungen
- 2005 – Elizabeth I (TV-serie)
- 2007 – EastEnders (TV-serie)
- 2009 – Morden i Midsomer (TV-serie)
- 2018 – Les Misérables (TV-serie)
- 2019 – Star Wars: The Rise of Skywalker